# کربی و نفرین رنگین‌کمان
کربی و نفرین رنگین‌کمان (به انگلیسی: Kirby and the Rainbow Curse)، یک بازی رایانه‌ای در سبک سکوبازی است، که در تاریخ ۲۹ بهمن ۱۳۹۳ در ژاپن بر روی پیشانه بازی وی یو منتشر شده و در آمریکای شمالی در تاریخ ۱ اسفند ۱۳۹۳ بر روی همین پیشانه منتشر می‌شود.